# Norman Eshley
Norman Eshley (Bristol, 30 mei 1945 – Gloucester, 2 augustus 2025) was een Engelse acteur.
Eshley werd vooral bekend als Jeffrey Fourmile in de serie en gelijknamige film George & Mildred. Ook was hij te zien in de serie Man About the House. Hierin speelde hij in 3 afleveringen Norman Tripp, de broer van Robin. Eerst was Eshley in die serie te zien als schuinsmarcheerder Ian Cross. Verder speelde Eshley onder meer in de miniserie I, Claudius en had hij rollen in enkele speelfilms.
Eshley is getrouwd geweest met de 11 jaar oudere actrice Millicent Martin.
Eshley overleed op 2 augustus 2025 op 80-jarige leeftijd.

## Filmografie
- New Tricks (televisieserie) – Billy Pierce (afl. "God's Waiting Room", 2007)
- The Bill (televisieserie) – Mr. Gibbs (afl. "First Impressions: Part 1 & 2", 2000)
- The Bill (televisieserie) – Terry Riley (afl. "A Question of Trust: Part 1 & 2", 1999)
- Goodnight Sweetheart (televisieserie) – Priestley (afl. "Something Fishie", 1999)
- Harbour Lights (televisieserie) – burgemeester (afl. "The Last Supper", 1999)
- Murder Most Horrid (televisieserie) – DCI Reed (afl. "Whoopi Stone", 1999)
- Dangerfield (televisieserie) – Supt. Studley (afl. "Double Helix", 1998)
- Get Real (televisieserie) – Martin (afl. "Hero", 1998)
- One Foot in the Grave (televisieserie) – Det.Insp. Rickles (afl. "Endgame", 1997)
- The New Adventures of Robin Hood (televisieserie) – Baron Royston (afl. "The Road to Royston", 1997)
- Thief Takers (televisieserie) – CI Samson (afl. "Road Rage", 1997)
- All Night Long (televisieserie) – Roy Morris (afl. 25 juli 1994)
- Cadfael (televisieserie) – Baron Huon de Domville (afl. "The Leper of St. Giles", 1994)
- Achilles Heel (televisiefilm, 1991) – Jon Walsh
- Taggart (televisieserie) – Commander Gunner (afl. "Death Comes Softly", 1990)
- After Henry (televisieserie) – Phillip (afl. "Upstagers", 1989)
- Late Expectations (televisieserie) – Harry (1987)
- Brookside (televisieserie) – Alun Jones (afl. onbekend, 1986)
- The Black Tower (miniserie, 1985) – Victor Holroyd
- Minder (televisieserie) – Rev. Redwood (afl. "Give Us This Day Arthur Daley's Bread", 1985)
- The Outsider (televisieserie) – Donald Harper (6 afl., 1983)
- Maybury (televisieserie) – Larry Chalmers (afl. onbekend, 1981)
- The Professionals (televisieserie) – Jimmy Keller (afl. "Kickback", 1980)
- George & Mildred (1980) – Jeffrey Fourmile
- George & Mildred (televisieserie) – Jeffrey Fourmile (38 afl., 1976–1979)
- Fat (televisiefilm, 1979) – rol onbekend
- Return of the Saint (televisieserie) – Detective Caulfield (afl. "Yesterday's Hero", 1978)
- Return of the Saint (televisieserie) – Inspector George (afl. "The Nightmare Man", 1978)
- Out (miniserie, 1978) – Turpitt
- 1990 (televisieserie) – Tony Borden (afl. "Trapline", 1978)
- Secret Army (televisieserie) – Sgt. Clifford Howson (afl. "Growing Up", 1977)
- The Disappearance (1977) – Young Husband
- Yanks Go Home (televisieserie) – Lt. Beamish Cooke-Cooke (afl. "Cooke-Cooke", 1977)
- Supernatural (televisieserie) – Edward (afl. "Viktoria", 1977)
- Centre Play (televisieserie) – William Wilson (afl. "William Wilson", 1976)
- The Duchess of Duke Street (televisieserie) – Wilson (afl. "A Matter of Honour", 1976)
- The Sweeney (televisieserie) – Det.Sgt. Robert Hargreaves (afl. "Taste of Fear", 1976)
- I, Claudius (miniserie, 1976) – Marcus
- Man About the House (televisieserie) – Norman Tripp (afl. "Mum Always Liked You Best", "Fire Down Below" en "Another Bride, Another Groom", 1976)
- Man About the House (televisieserie) – Ian Cross (afl. "In Praise of Older Men", 1974)
- House of Mortal Sin (1976) – Father Bernard Cutler
- Warship (televisieserie) – Lt. Last 17 afl., 1973–1974)
- Play of the Month (televisieserie) – Charles (afl. "The Skin Game", 1974)
- Zodiac (televisieserie) – Paul Deening (afl. "The Strength of Gemini", 1974)
- The Onedin Line (televisieserie) – Hon. Hugh Kernan (afl. "Port Out, Starboard Home", 1974)
- Vienna 1900 (miniserie, 1973) – Alfred Beratoner
- Thriller (televisieserie) – Arthur Page (afl. "The Colour of Blood", 1973)
- Play for Today (televisieserie) – rol onbekend (afl. "The Bouncing Boy", 1972)
- ITV Playhouse (televisieserie) – Jude (afl. "A Splinter of Ice", 1972)
- The Regiment (televisieserie) – Simon Howarth (afl. "Christmas at the Cape", 1972)
- Blind Terror (1971) – Steve Reding
- Randall & Hopkirk (Deceased) (televisieserie) – Mike Hales (afl. "Could You Recognise That Man Again", 1970)
- Crossplot (1969) – Athol
- Department S (televisieserie) – Red (afl. "Handicap Dead", 1969)
- Mystery and Imagination (televisieserie) – Jean Lemaistre (afl. "The Telltale Heart", 1968)
- The Lost Continent (1968) – Jonathan, the prisoner
- The Immortal Story (1968) – Paul, the sailor
- A Man of Our Times (televisieserie) – Simon (afl. "Sally Go Round the Moon", 1968)

- Biblioteca Nacional de España: XX969841
- Bibliothèque nationale de France: cb141755316 (data)
- International Standard Name Identifier: 0000 0000 6114 8261
- Library of Congress Control Number: no2011094305
- MusicBrainz: ccbb3e09-f402-460b-b30e-0969a6ba05b0
- Nationale Bibliotheek van Israël: 987007379311905171
- Système universitaire de documentation: 149963238
- Virtual International Authority File: 87972048
- WorldCat: E39PBJgt6GqqhKrb3fGH76JMT3